# 만호부인
만호부인(萬呼夫人) 김씨(537년 이전 경 ~ 579년 이후)는 신라의 입종 갈문왕의 딸로 동륜태자의 부인이며 만명공주의 어머니이다. 만내부인(萬內夫人) 또는 만녕부인(萬寧夫人)이라고도 한다.

## 생애
만호부인은 입종 갈문왕과 지소부인의 딸로 진흥왕과는 형제 지간이다. 조카인 동륜태자와 혼인하여 진평왕, 진정 갈문왕, 진안 갈문왕 등을 낳았다. 동륜태자가 요절하였기 때문에 왕후가 되지 못하였다.
한편 학계에서 위서 논쟁이 있는 《화랑세기》에는 만호부인의 출생을 달리 전하고 있다. 그에 따르면 만호부인은 요절한 입종 갈문왕의 딸이 아니라 지소부인이 태후가 된 후 이화랑과 관계하여 태어난 자식이라고 한다. 만호부인은 배다른 형제인 숙명공주가 진흥왕과의 사이에서 낳은 정숙(貞肅)과 사통하여 딸 만룡(萬龍)을 낳았다. 후에 지소태후가 진골정통을 잇게 하기 위해 동륜태자와 결혼하였으며 진평왕이 즉위한 이후 태후가 되었다. 태후가 된 뒤에 진골정통을 지키기 위해 만룡을 보리와 결혼시키는 등의 활동을 하였다.

## 가계
- 아버지 :  입종 갈문왕(立宗 葛文王)
- 어머니 : 지소태후 김씨(只召太后)
  - 남편 : 동륜태자(銅輪太子)
    - 아들 : 진평왕(眞平王)
      - 손녀 : 덕만공주(德曼公主) - 훗날 제27대 선덕여왕
      - 손녀 : 천명공주(天明公主)
      - 손녀 : 선화공주(善花公主)

    - 차남 : 백반 갈문왕(伯飯 葛文王)
    - 삼남 : 국반 갈문왕(國飯 葛文王)
      - 손녀 : 승만궁주(勝曼宮主) - 훗날 제 28대 진덕여왕

  - 남편 : 숙흘종(肅訖宗)
    - 딸 : 만명부인(萬明夫人)
      - 외손 : 김유신(金庾信)
      - 외손 : 김흠순(金欽純, 599~ ?)
      - 외손녀 : 김보희(金寶姬)
      - 외손녀 : 문명왕후(文明王后)
      - 외손녀 : 김정희(金政姬)

  - 남편 : 정숙태자(貞肅太子)
    - 딸 : 만룡낭주(萬龍娘主)
      - 외손 : 예원공(禮元公) - 제 20대 풍월주
      - 외손녀 : 보룡궁주 김씨(寶龍宮主 金氏)

## 만호부인이 등장한 작품
- 《연개소문》(KBS, 2006년~2007년, 배우:박주아)
- 《선덕여왕》(MBC, 2009년, 배우:정혜선)
- 《대왕의 꿈》(KBS, 2012년~2013년, 배우:조양자)

## 같이 보기
- 동륜태자